# Loch Ryan

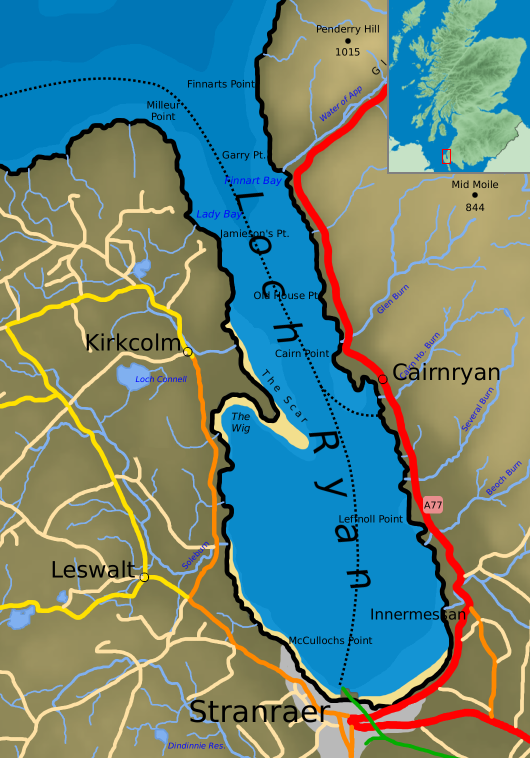
Mappa del Loch Ryan.

Il Loch Ryan (gaelico scozzese: Loch Rìoghaine, pronuncia ɫ̪ɔx r̴iː.ɛɲə) è una profonda insenatura, come un fiordo, situata in Scozia. Essa costituisce un porto naturale per i traghetti che collegano la Scozia all'Irlanda del Nord. La città di Stranraer è la più grande fra quelle che si affacciano sul fiordo ed è il porto in cui attraccano i traghetti.

## Geografia e origine geologica
Il Loch Ryan è orientato secondo un asse nord-sud e la sua imboccatura da sull'oceano Atlantico e fronteggia il Firth of Clyde mentre la città di Stranraer è ubicata nella parte più profonda e meridionale del fiordo. Il loch confina con la penisola Rhins of Galloway ad ovest e con la massa della terra scozzese ad est (comprendente Galloway ed il sud Ayrshire). Esso è lungo circa 13 km ed è largo 4,5 km nel suo punto più ampio. Fra le strade che vi conducono si ricordano la A77 ad est e la A718 ad ovest.
Il bacino del Loch Ryan è il risultato di una mutazione geologia|geologica avvenuta nell'era glaciale. La formazione avvenne nel paleozoico  in due momenti diversi. Nel devoniano (da 360 a 416 milioni di anni fa) la zona subì una serie di sommovimenti che alterarono la forma del terreno e successivamente nel permiano (da 250 a 300 milioni di anni fa) il bacino venne riempito da sedimenti che si compattarono formando delle rocce friabili. In questo periodo l'area sarebbe stata posizionata nelle vicinanze dell'equatore e sarebbe stata parte della Pangea. Il secondo periodo di attività fu il risultato di numerosi episodi di glaciazione durante il quaternario, da 2 milioni di anni fa all'ultima deglaciazione risalente a 10.000 anni fa. Poiché tutto il nord Europa fu soggetto a numerose glaciazioni e deglaciazioni, la forza dei ghiacciai rimosse le friabili rocce sedimentarie insinuandosi fra le rocce più dure. Quando avvenne l'ultima deglaciazione, 10.000 anni fa, il bacino venne riempito dalle acque dell'oceano Atlantico formando l'attuale Loch Ryan. 

## Storia

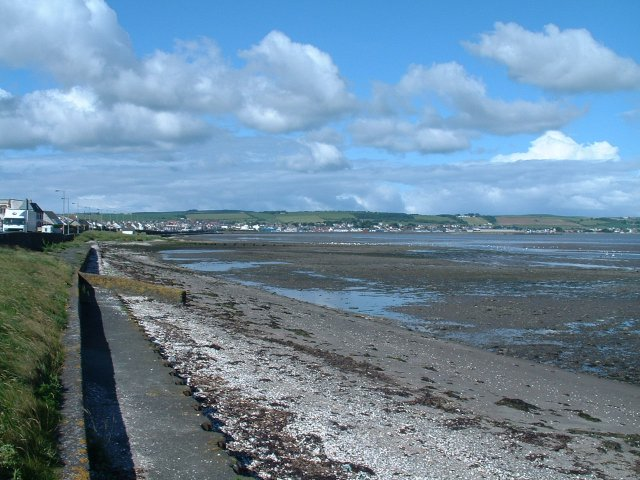
Stranraer ai giorni nostri con la bassa marea nel loch.

Storicamente il loch è stato teatro di attività umane sin dai tempi antichi. Difeso dalle mareggiate del vicino Atlantico, esso ha costituito un rifugio sicure per imbarcazioni di ogni genere. 
Esso è stato utilizzato anche per l'attività della pesca favorita dalla sicurezza delle sue acque anche nelle stagioni peggiori dell'anno.